# Kaja Juvan
Kaja Juvan, slovenska tenisačica, * 25. november 2000, Ljubljana.
V mladinski konkurenci je osvojila Odprto prvenstvo Anglije leta 2017 med dvojicami skupaj z Olgo Danilović, ter zlati medalji na Olimpijskih igrah mladih leta 2018 v Buenos Airesu v posamični konkurenci in med dvojicami. V članski konkurenci se je prvič uvrstila na turnir za Grand Slam na turnir za Odprto prvenstvo Francije leta 2019, ko je izpadla v prvem krogu, na turnirju za Odprto prvenstvo Anglije istega leta pa se je uvrstila v drugi krog, kjer jo je v treh nizih premagala kasnejša finalistka Serena Williams.